# Dinu Popescu (jurnalist)
Notă: Pentru jucătorul român de polo cu același nume, vezi Dinu Popescu
Dinu Andrei Popescu (n. 5 octombrie 1992, București) este un jurnalist, realizator TV, scriitor și psihoterapeut român, cunoscut pentru activitatea sa în presă, publicistică și pe platformele sociale.  A colaborat cu televiziuni și site-uri de știri precum Antena 1, Antena 3, Realitatea TV, Evenimentul zilei și Adevărul Holding. În 2024 a lansat volumul Pierduți în Poezie.

## Biografie
S-a născut pe 5 octombrie 1992, în București, mama sa fiind contabilă și tatăl inginer constructor. E unul dintre descendenții familiei Criveanu, originară din județul Olt (și fostul Romanați) , fiind înrudit cu renumitul mitropolit al Olteniei Nifon Criveanu, iar o bună parte a copilăriei a petrecut-o în Slatina.  A absolvit Facultatea de Psihologie și programul de masterat în Psihoterapie Cognitiv-Comportamentală la Universitatea Titu Maiorescu și a urmat cursurile masterului de Comunicare Audio-Video la SNSPA.

## Cariera în media
Și-a început cariera în televiziune în anul 2011, ca reporter și invitat permanent în emisiunea lui Dan Diaconescu, la postul OTV. La 21 de ani a devenit cel mai tânăr realizator TV din România, realizând formatul Presa în 60 de minute. Între 2015 și 2019 a prezentat formatul Rezumatul Săptămânii cu Dinu Popescu. Ulterior a colaborat cu televiziuni și publicații importante din România precum Antena 1, Antena 3, Aleph News, Evenimentul Zilei și Realitatea TV, fiind redactor, editor-corespondent, realizator tv, editorialist și moderator de talk-show-uri. Din 2023 face parte din echipa de invitați permanenți a emisiunii Culisele Statului Paralel cu Anca Alexandrescu și prezintă formatele Noapte Bună, România! și ANTI-SISTEM. Publică constant analize sociopolitice pe blogul său, Dinu Popescu Live, pe platforma pentru jurnaliști independenți Substack.

## Media online și podcasturi
În 2020 a lansat canalul de YouTube ControversTV. Este activ pe Facebook, Instagram și TikTok, abordând teme de socio‑politică și psihologie. Împreună cu Mădălina Buhat, moderează podcastul Discuții Tabu, în care abordează subiecte precum dezvoltarea personală, adicțiile, sănătatea mintală, sexualitatea și dinamica socială, uneori în compania unor invitați.

## Activitatea literară
A debutat cu volumul Cugetări din Universul Paralel (2018) – o colecție mixtă de poeme și proză. În 2021 a publicat romanul Playboy: o incursiune într-o lume interzisă, devenit un bestseller al editurii Stylished Books. Despre volum a declarat că reprezintă un roman intens și vulgar al adolescenței mele literare, scris pentru a deveni cea mai controversată carte publicată vreodată în România. Conținutul cărții și unele declarații ale sale au generat o serie de critici în mediul online. Apoi a publicat volumul Pierduți în Poezie, compus din 140 de poeme structurate în trei secțiuni: „Nașterea”, „Oda iubirii” și „În fața morții” – primind recenzii favorabile din partea criticilor literari români. Lansarea a avut loc pe 3 noiembrie la The Coffee Shop Constituției, în prezența a numeroși artiști și oameni de presă.

## Activitatea în psihologie și politică
Este psihoterapeut practician în școala cognitiv-comportamentală, psiholog clinician și specialist în comunicare publică și tehnici persuasive. A oferit consultanță în comunicare și strategii electorale pentru mai mulți oameni politici din România. A candidat la alegerile parlamentare din 2024 pe listele partidului Patrioții Poporului Român, pentru un post de deputat în circumscripția Olt, însă partidul nu a intrat în parlament.

## Participarea la Insula Iubirii
A participat în 2023 la reality-show-ul Insula Iubirii (sezonul 6), declarând că scopul său a fost de a explora psihologia relațiilor în medii tensionate și de a observa, după experiența în redacțiile de știri, modul de producție al unui show de divertisment. Participarea sa a atras atenția publicului și a presei, evidențiindu‑l ca o prezență atipică și analitică în cadrul show-ului de la Antena 1.

## Controverse și percepție publică
De-a lungul carierei, Dinu Popescu a generat reacții polarizante în spațiul public, fiind perceput atât ca o voce nonconformistă și provocatoare, cât și ca o figură controversată.
În 2021, romanul său Playboy: o incursiune într-o lume interzisă a stârnit reacții negative în mediul online, din cauza limbajului explicit și a temelor abordate.. Autorul a declarat că romanul reprezintă „o provocare literară intenționat vulgară, o satiră la adresa pornografiei indignării, atât de specifică secolului nostru, având scopul de a explora limitele libertății de exprimare și de a atrage atenția asupra unor realități sociale ignorate”.
Participarea sa în calitate de „ispită” în sezonul 6 al reality-show-ului Insula Iubirii (Antena 1, 2023) a fost interpretată în moduri diverse. Unii comentatori au apreciat abordarea sa analitică și distanțată, în timp ce alții au criticat lipsa de implicare emoțională și prezența atipică într-un format de divertisment.
Prin intervențiile sale în emisiuni cu caracter politic și social, precum Culisele Statului Paralel și Noapte Bună, România!, s-a poziționat frecvent împotriva curentelor mainstream din politică și presă. De asemenea, a fost asociat cu mișcări și partide percepute ca naționaliste sau suveraniste.